# Р-60
Р-60 («виріб 62», за класифікації НАТО — AA-8 Aphid «Попелиця») — радянська керована ракета «ближнього бою» класу «повітря — повітря». Розробка розпочата в 1967 р. в ПКПК (колишнє ОКБ-4) Мінавіапрому під керівництвом М. Р. Бісновата.

## Аеродинамічна схема
Аеродинамічна схема ракети — «качка». З метою підвищення ефективності аеродинамічних рулів на великих кутах атаки для випрямлення набігаючого потоку застосовуються невеликі дестабілізатори, закріплені на зовнішній поверхні корпусу ГСН. 
На поверхні передньої частини третього відсіку встановлені попарно кінематично пов'язані аеродинамічні рулі. 
Трикутні крила великої стрілоподібності кріпляться на корпусі двигуна (п'ятий відсік). Їх мале видовження при достатній для необхідної маневреності площі забезпечує компактність розміщення ракети на носії. Уздовж задніх кромок крил розміщуються роллерони.

## Двигун
Твердопаливний двигун ПРД-259 розташований у п'ятому від початку відсіку ракети і має змінну в часі діаграму тяги.

## Система управління
Ракета оснащена тепловою ГСН, розробленої київським підприємством «Арсенал». Головка «Комар» (ОГС-60ти), розміщена в першому відсіку ракети, має гіроінерційний стабілізатор, що забезпечує відпрацювання кутових координат цілі до 12° за інформацією, що надходить з бортової прицільної системи носія. Супровід цілі в межах ± 45 ° здійснюється з кутовою швидкістю 30°/с.

## Підривник
Р-60 оснащена неконтактним детонатором — радіолокаційним, оптичним або комбінованим, — розташованим на початку четвертого відсіку.

## Бойова частина
Бойова частина стрижневого типу розташована у другому відсіку. Неконтактний підрив забезпечує ураження цілі в межах радіусу 2,5 м; впевнене знищення досягається при прямому попаданні.

## Кріплення до носія
Р-60 застосовується з пускової установки АПУ-60-I c однієї напрямної масою 32 кг і з АПУ-60-II з двома напрямними, що важить 34 кг.

## Носії
Ракета Р-60 була прийнята на озброєння в 1974 р. і може використовуватися практично усіма типами винищувачів, включаючи МіГ-21, МіГ-23М , МіГ-25ПД, МіГ-29, МіГ-29С, МіГ-31, Су-24М, Су-25Т і Як-38. Зараз ця ракета, відома також як типова ракета класифікації РБПБ, практично не застосовується через малу практичну дальність польоту - до 5 км (макс. у передню півсферу – до 10 км).